# 第一尚氏
第一尚氏（だいいちしょうし）は尚思紹王を始祖とし、7代63年間（1406年（永楽4年）- 1469年（成化5年））続いた琉球最初の統一王朝をつくりあげた王家およびその姓の通称。正式には尚氏だが、第二尚氏と区別するために、一般には第一尚氏と呼ばれる。

## 概要
1406年、佐敷の按司であった尚巴志は中山王武寧を攻め滅ぼし、父・尚思紹を中山王位に即ける。これが第一尚氏の始まりである。第一尚氏は1416年、尚思紹在位中に北山王国を、2代尚巴志即位後の1429年に南山王国を滅ぼし、沖縄本島を初めて統一して、滅亡までに先島諸島を除く沖縄諸島や奄美群島を制圧した。5代尚金福王の時代に首里と那覇を結ぶ長虹堤を築造。6代尚泰久王の時代に護佐丸・阿麻和利の乱が起きた。7代尚徳王の時に金丸（後の尚円王）の即位により王朝は滅亡した。なお、『氏集』や家譜には記載はないが、雍氏、明氏、孫氏、武氏、習氏等、いくつかの門中では第一尚氏後裔との伝承がある。
南城市指定の史跡である佐敷上グスク内には屋蔵大主、鮫川大主を含む、第一尚氏歴代王が合祀された「月代宮」が建立されている。

## 系図
|            |            |            |            |            |            |  |  | 1.尚思紹王 |            |            |            |            |            |  |  |            |            |            |            |            |            |  |  |  |  |  |  |  |  |  |  |  |  |  |  |  |  |
|            |            |            |            |            |            |  |  |            |            |            |            |            |            |  |  |            |            |            |            |            |            |  |  |  |  |  |  |  |  |  |  |  |  |  |  |  |  |
|            |            |            |            |            |            |  |  | 2.尚巴志王 |            |            |            |            |            |  |  |            |            |            |            |            |            |  |  |  |  |  |  |  |  |  |  |  |  |  |  |  |  |
|            |            |            |            |            |            |  |  |            |            |            |            |            |            |  |  |            |            |            |            |            |            |  |  |  |  |  |  |  |  |  |  |  |  |  |  |  |  |
|            |            |            |            |            |            |  |  |            |            |            |            |            |            |  |  |            |            |            |            |            |            |  |  |  |  |  |  |  |  |  |  |  |  |  |  |  |  |
| 3.尚忠王   | 3.尚忠王   | 3.尚忠王   | 3.尚忠王   | 3.尚忠王   | 3.尚忠王   |  |  | 5.尚金福王 | 5.尚金福王 | 5.尚金福王 | 5.尚金福王 | 5.尚金福王 | 5.尚金福王 |  |  | 6.尚泰久王 | 6.尚泰久王 | 6.尚泰久王 | 6.尚泰久王 | 6.尚泰久王 | 6.尚泰久王 |  |  |  |  |  |  |  |  |  |  |  |  |  |  |  |  |
| 3.尚忠王   | 3.尚忠王   | 3.尚忠王   | 3.尚忠王   | 3.尚忠王   | 3.尚忠王   |  |  | 5.尚金福王 | 5.尚金福王 | 5.尚金福王 | 5.尚金福王 | 5.尚金福王 | 5.尚金福王 |  |  | 6.尚泰久王 | 6.尚泰久王 | 6.尚泰久王 | 6.尚泰久王 | 6.尚泰久王 | 6.尚泰久王 |  |  |  |  |  |  |  |  |  |  |  |  |  |  |  |  |
| 4.尚思達王 | 4.尚思達王 | 4.尚思達王 | 4.尚思達王 | 4.尚思達王 | 4.尚思達王 |  |  |            |            |            |            |            |            |  |  | 7.尚徳王   | 7.尚徳王   | 7.尚徳王   | 7.尚徳王   | 7.尚徳王   | 7.尚徳王   |  |  |  |  |  |  |  |  |  |  |  |  |  |  |  |  |

## 尚姓賜姓問題
『中山世譜』には、尚巴志が明より「尚姓」を賜ったとあるが、『明実録』にはそのような記載はない。『球陽』には、明の宣徳帝が冊封使・柴山を遣わし、1430年、尚姓を与えたとあるが、『明実録』にはそれより15年前の1415年より、尚巴志と名乗っていた事実が記載されており矛盾している。
尖閣研究家石井望は、第一尚氏による三山統一は虚構であり、明国イスラム宦官時代から琉球大交易時代への転換が、後に三山統一として推測され、第一尚氏という家系は存在せず、豪族の下克上が続いたに過ぎないとする。

## 第一尚氏、名和氏説
第一尚氏は佐敷按司の出であるが、その元を名和氏に求める説が存在する。これは折口信夫が唱えたもので、肥後国八代を拠点にしていた名和氏の一部が沖縄佐敷に渡り、第一尚氏になったのではないかとする説である。現在ではあまり信じられていない。
名和氏は元来伯耆の出であるが、建武の新政の際、恩賞として肥後国八代の荘の地頭職を賜る。南北朝期、南朝方に属していた名和氏は北朝方に圧迫され、征西府を頼りに九州へ下向し八代に拠点を構える。名和氏はこの地で日朝交易に携わるなど、水軍としても活発に活動している。折口説によると、この名和氏の一部が沖縄本島に渡り東南海岸のヤマトバンタに拠点を構え、八代近くの肥後佐敷に因んで佐敷と名付け、第一尚氏になったのではないかと推測している。また、肥後から沖縄本島に渡ってきたのは尚思紹の父、鮫川大主ではないか、尚思紹は苗代大親（なわしろふうや）とも称したがこの苗は名和に通じ代は八代に通じる、尚思紹についても紹は絽を明国が誤記したものであり、本来は尚思絽（なわしろ）と読むべきものであった、としているが、現在も推測の域を出ていない。
さらに『おもろさうし』第十四-四十六に、運天に「やまとやしろのいくさ（軍勢）」が上陸し勝利を収めたことが記されている。伊波普猷は『琉球史料叢書 三』の中で、この歌は源為朝の上陸や島津氏の琉球侵攻を表したものではなく「室町中期以後に、落武者や倭寇などの、今帰仁半島に上陸した事を語る、一史料」と位置づけている。折口はこの「やまとやしろの軍勢」に着目し、これは肥後八代に縁のある尚巴志の軍勢のことで、尚巴志の北山征伐を歌ったものだと民俗学的に推察されている。
一方で折口説に対し、東恩納寛惇、嘉手納宗徳らから反論がなされている。それによると、「『明実録』には思紹の名は中山王思紹としか記載されておらず、思紹の生前尚思紹と唱えた例が無い。思紹に尚姓を冠したのは『中山世鑑』からのことで、尚姓は明から賜ったものではなく巴志以後に自ら名乗ったものであり、尚思紹をなわしろとする折口説は当らない」としている。また、自ら名和（なわ）を中国風の一字の氏、尚（なお）に改めたとする説もあり、民俗学的な推測の余地を出ないため、考古学的な確証を得ていないことが問題視されている。
石井望の最新説では、『皇明實録』所載の蘇惹爬燕之、師惹、思紹、尚巴志は、全て山南領域の「すざ（べじ）」（兄、王）の福建漢字音である。